# Eugeniusz Szczudło

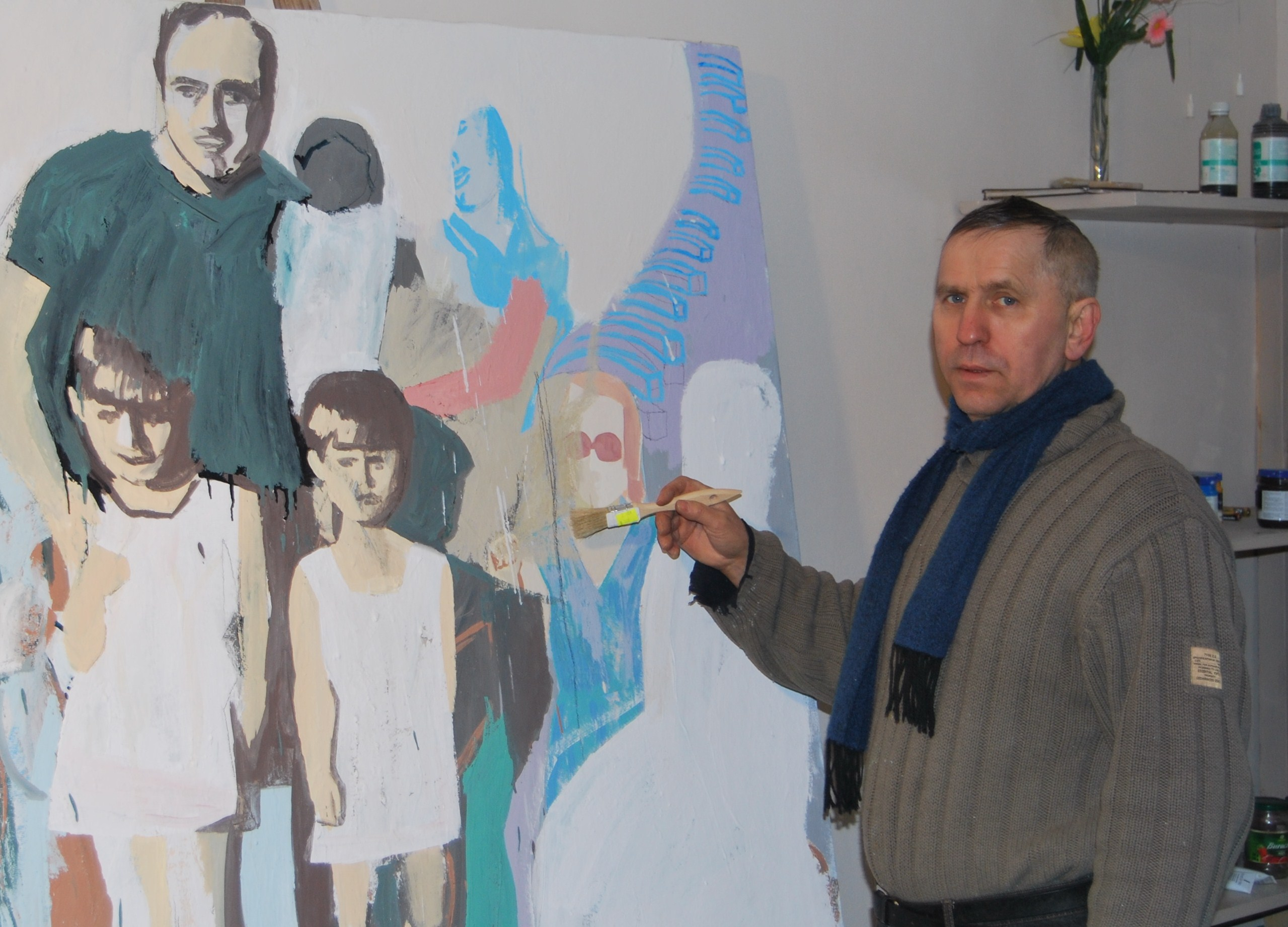
Artysta w swojej pracowni w 2014 r.

Eugeniusz Szczudło (Geno) (ur. 1957 w Ostródzie) – polski rzeźbiarz, malarz, rysownik, grafik i twórca filmów wideo. Przedstawiciel Polskiej Ekspresji lat 80; jeden z twórców niezależnego ruchu artystycznego na Wybrzeżu lat 80.

## Życiorys
Studiował na Wydziale Rzeźby  Państwowej Wyższej Szkole Sztuk Plastycznych w Gdańsku (obecnie: Akademia Sztuk Pięknych w Gdańsku). Dyplom uzyskał w pracowni prof. Franciszka Duszeńki w 1985 r.
W latach 1985–1987 r. pracował przy rekonstrukcji Ołtarza Głównego w bazylice Mariackiej w Gdańsku, gdzie wykonał 24 figury Starców Apokalipsy w polichromowanym drewnie.
W latach 1987–1990 r. pracował w Państwowych Pracowniach Konserwacji Zabytków w Gdańsku; a w l. 1990–1997 jako asystent na Wydziale Rzeźby w ASP w Gdańsku. Następnie podjął prace rzeźbiarskie przy budowie największej budowli sakralnej - bazyliki Najświętszej Marii Panny w Licheniu. Współtwórca i twórca ponad trzydziestu figur  z kamienia i z żywicy oraz elementów wystroju świątyni. Mieszka na Wyspie Sobieszewskiej w Gdańsku.
Od 1993 roku wraz ze Zbigniewem Gryglem wykonuje galiony do statków.
Wybrane wystawy:
- 1985 „Sztuka Nowa”, Zielona Góra
- 1986 „Instalacja, Obraz, Rzeźba”, Gdańsk
- 1987 „Teraz jest teraz”, Gdańsk
- 1988 „Gnoza”, Gdańsk
- 1989 „Pokaz”, Gdańsk
- 1989 „ Onaon” (indywidualna), Gdańsk
- 1989 „ Rysunek” (indywidualna), Łódź
- 1989 „Film i Rzeźba” Łaźnia, Gdańsk
- 1994 „Konieczna rzeczywistość” Muzeum Bruder Klas w Bazylei (Szwajcaria)
- 2008 „Spotkanie w drodze” (indywidualna), Centrum Informacji i Edukacji Ekologicznej w Gdańsku[7]
- 2008 „Republika Bananowa. Ekspresja lat 80”, Książ
- 2008 „Republika Bananowa. Ekspresja lat 80”, Szczecin
- 2009 „Ukryta Dekada” Bunkier sztuki, Kraków
- 2009 „Eugeniusz Szczudło -rzeźba” (indywidualna), Gdański Archipelag Kultury „Wyspa Skarbów”, Gdańsk-Sobieszewo
- 2009 „Banánköztársaság - A 80-as évek lengyel expresszív művészete” Debreczyn (Węgry)[8]
- 2015 „W-gallery”    Fabryka Sztuki, Tczew[9]
- 2016 „W-gallery-02” Galeria Warzywniak, Gdańsk[10]
- 2016 „W-gallery-03” Galeria Blik, Gdańsk[11]
- 2016 „Tranzyt” projekt W-gallery Galeria V.K. Jonynasa, Druskienniki, Litwa[12]
- 2016 „Tranzyt” projekt W-galery, KKC (Kulturos Komunikaciju Centras), Olita, Litwa[13]
- 2018 "W-gallery" Centrum Ekspozycyjne Stara Kotłownia, Olsztyn[14]
- 2018 "W-gallery" GAK Dworek Artura, Gdańsk[15]
- 2018 "W-gallery" Galeria Marszałkowska, Olsztyn
- 2019 "W-gallery" Galeria Sztuki Wyższej Szkoły Policji w Szczytnie[16]
- 2020 "W-gallery" Centrum Kultury w Ostródzie[17]

Ważniejsze realizacje pomnikowe:
- 1986 „Dla tych, którzy żyli z nami” · Lapidarium z macew · Maków Mazowiecki[18]
- 2006 Pomnik „Jana Pawła II” · Zielona Góra